# Internierungslager Theresienstadt (1945–1948)
Wenige Tage vor dem Ende des Zweiten Weltkriegs räumten die Nationalsozialisten das 1940 errichtete KZ Theresienstadt. Am 2. Mai 1945 übernahm das Internationale Komitee vom Roten Kreuz die Versorgung der Häftlinge in der Stadt und in der Kleinen Festung. Am 8. Mai 1945 zog die Rote Armee in die Stadt ein, und sowjetische und tschechoslowakische Ärzte begannen mit der Versorgung der Überlebenden. Die Repatriierung der Häftlinge dauerte bis August 1946. Die einheimische Bevölkerung kehrte im Verlauf des Jahres 1946 in ihre Häuser und Wohnungen zurück.
Die Kleine Festung wurde bis 1948 zu einem Internierungslager für Personen, denen Verbrechen im Zusammenhang mit der Naziherrschaft vorgeworfen wurden, und für Deutsche, die aus der Tschechoslowakei vertrieben werden sollten.
Am 6. Mai 1947 beschloss die tschechoslowakische Regierung die Errichtung der „Gedenkstätte des nationalen Leidens“ in der Kleinen Festung.

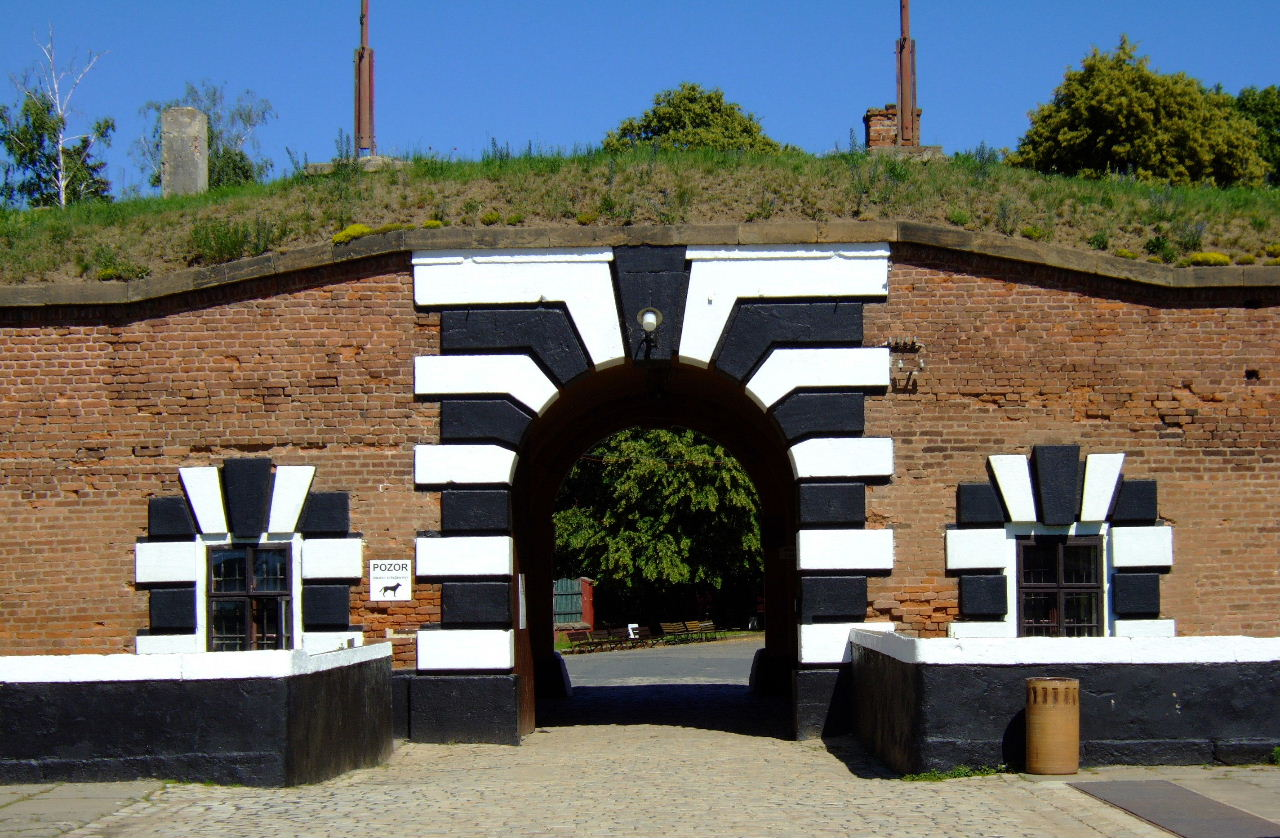
Tor der Kleinen Festung

## Vorgeschichte des Internierungslagers

### Garnisonsstadt
Im Reichsprotektorat Böhmen und Mähren errichteten die Nationalsozialisten in der Garnisonsstadt im November 1941 ein Sammellager und Ghetto für die einheimische jüdische Bevölkerung und in den folgenden Jahren internierten sie in dem „Altersghetto“ auch Tausende Juden aus Deutschland und anderen europäischen Ländern. Zeitweilig diente Theresienstadt als „Vorzeigeghetto“, um die internationale Öffentlichkeit über den Charakter von Konzentrationslagern und die „Endlösung der Judenfrage“ zu täuschen.
Im April 1945 befanden sich 17.000 jüdische Häftlinge in der Stadt. Vom 20. April an strömten nach Theresienstadt Tausende Menschen aus evakuierten Konzentrationslagern in anderen osteuropäischen Ländern, so dass die Zahl der Lagerinsassen sich auf ca. 30.000 erhöhte. Mit den neuen Bewohnern verbreiteten sich gefährliche Infektionskrankheiten wie Fleck- und Bauchtyphus.
Wenige Tage vor dem Einzug der Roten Armee flüchteten der SS-Kommandant Karl Rahm und die SS-Garnison aus Theresienstadt, und das Internationale Komitee vom Roten Kreuz übernahm die Verwaltung und Betreuung der Häftlinge. Am 8. Mai begannen sowjetische Ärzte zusammen mit einheimischen tschechischen medizinischen Diensten und mit Ärzten und medizinischem Personal aus den Reihen der überlebenden Häftlinge mit der Versorgung der Kranken. Am 14. Mai wurde Theresienstadt unter Quarantäne gestellt. An den Folgen der Infektionen starben in ganz Theresienstadt – die Kleine Festung miteingerechnet – mehr als 2.000 Menschen. Die Rückführung der überlebenden Häftlinge in ihre Heimat wurde im August 1945 abgeschlossen.
Am 11. Mai 1945 wurde das Lager formell aufgelöst. Die Stadt unterstand seitdem einem Beauftragten des tschechoslowakischen Landesnationalausschusses, der die neue staatliche Gewalt vertrat. Seine vordringlichen Aufgaben waren die Unterstützung der Epidemiebekämpfung und die Säuberung und Sanierung der Stadt. Bei der Epidemiebekämpfung leisteten vor allem ehemalige Häftlinge Hilfe, sowie auch Freiwillige aus der Umgebung und Bürger deutscher Staatsangehörigkeit, die in der Kleinen Festung inhaftiert waren.
Im Juni 1946 konnten die von den Nationalsozialisten vertriebenen Bewohner der Stadt wieder in ihre Häuser und Wohnungen zurückkehren. Die wiederhergestellten Kasernen wurden in den folgenden Jahren von der tschechoslowakischen Armee genutzt. Sie verließ 1990 die Stadt, die seitdem ausschließlich zivilen Zwecken dient.

### Kleine Festung

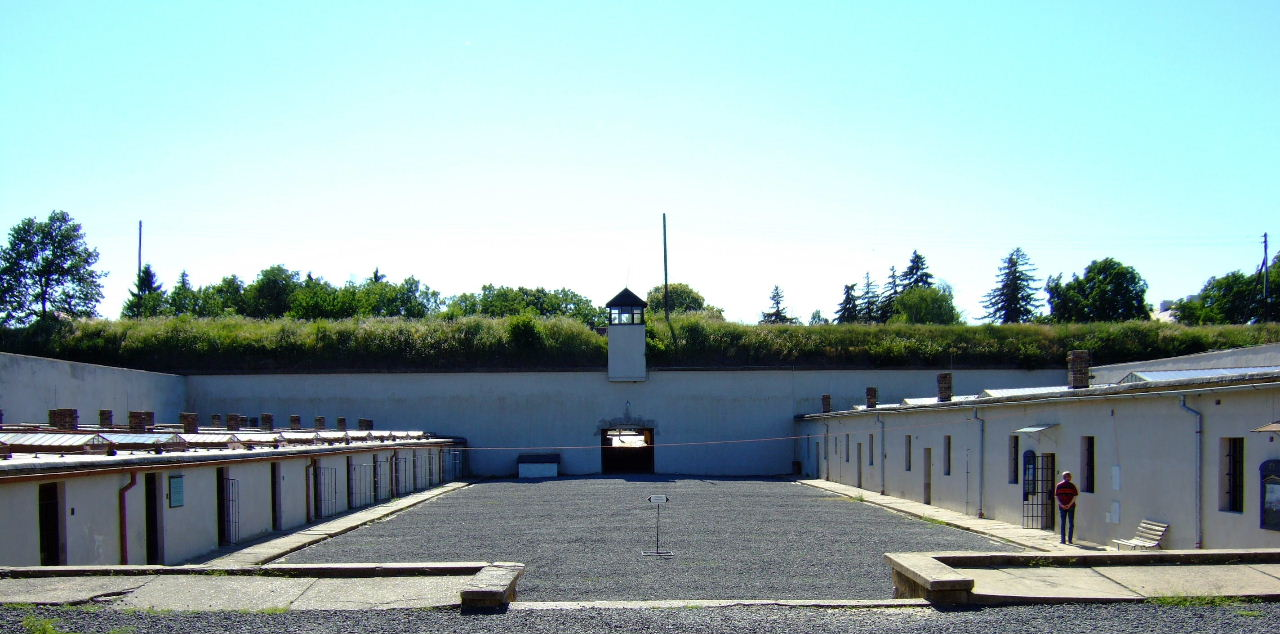
Hof IV der Kleinen Festung

Von der Infektion, die die Häftlinge in der Garnisonsstadt befallen hatte, waren auch die Häftlinge des Gestapo-Gefängnisses betroffen. Hier hatten die Nationalsozialisten seit 1940 mehr als 32.000 vorwiegend politische Gefangene und Kriegsgefangene inhaftiert. Als das Internationale Komitee vom Roten Kreuz am 5. Mai 1945 das Lager übernahm, befanden sich dort ca. 4.800 Häftlinge. 220 an Tuberkulose erkrankte Häftlinge waren auf Druck gefangengehaltener Ärzte am 1. Mai entlassen worden. Die anderen Häftlinge wurden trotz Krankheit unversorgt zurückgelassen. Wie in der Garnisonsstadt, so waren es auch hier einheimische medizinische Dienste, die für die ersten Versorgungsmaßnahmen sorgten und die Kranken in umliegende Krankenhäuser brachten. Nach dem 8. Mai blieben noch 700 Personen, die vor Ort betreut wurden. Die letzten von den Nationalsozialisten inhaftierten Personen verließen Ende Mai die Kleine Festung.

## Internierungslager für Deutsche
Nach der Befreiung übernahmen ehemalige Häftlinge die Verwaltung der Kleinen Festung. Sie begannen umgehend damit, die Einrichtung als Internierungslager für Deutsche zu nutzen.
Diese Funktion hatte die Kleine Festung Theresienstadt bis 1948. Die Entstehungsphase des Internierungslagers – tschechische Historiker nennen sie die „wilde“ Phase – wurde von ehemaligen Häftlingen bestimmt und dauerte bis Juli 1945. In dieser Phase waren deutsche Kriegsgefangene und Nationalsozialisten bzw. Personen, denen Kriegsverbrechen vorgeworfen wurden, dort inhaftiert. Am 2. Juli 1945 übernahm das Innenministerium der Tschechoslowakei die Verwaltung der Kleinen Festung und nutzte die Einrichtung hauptsächlich zur Internierung von Deutschen, die aus ihrer Heimat vertrieben werden sollten. In der dritten Phase – sie umfasst etwa vier Monate im Jahr 1946 – wurden die meisten Internierten aus dem Lager entweder in andere Lager oder direkt nach Deutschland abgeschoben. Die daran anschließende Auflösung des Lagers dauerte bis 1948. In diesem Jahr verließen die letzten deutschen Häftlinge Theresienstadt.

### Entstehung des Lagers

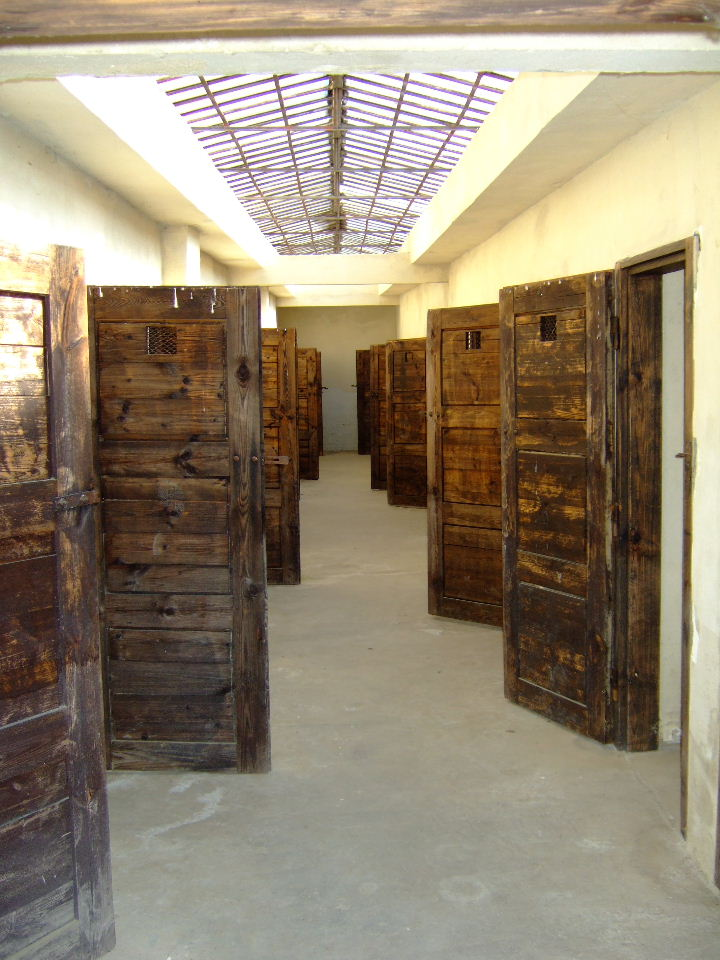
Einzelzellentrakt im Hof IV – in einem dieser Trakte befindet sich heute die Ausstellung über das Internierungslager

Kurz nachdem die letzten Aufseher das Gelände der Kleinen Festung am 5. Mai 1945 verlassen hatten, wurde von ehemaligen Häftlingen der „Revolutionäre Nationalausschuss“ gebildet, der die Leitung der Einrichtung übernahm. Leiter wurde Stanislav Franc, der in Theresienstadt seit Mitte 1944 inhaftiert war, weil er der Mitgliedschaft in der tschechoslowakischen Widerstandsbewegung verdächtigt wurde.
Die erste umfangreiche Internierung von Deutschen erfolgte am 10. Mai. Mindestens 43 Soldaten, die im Lazarett der Garnisonsstadt medizinisch betreut wurden, wurden von dort in die Kleine Festung überstellt und „mit höchster Wahrscheinlichkeit in den Einzelzellen des IV. Hofes untergebracht“, in dem Bereich der Kleinen Festung, in dem unter den Nazis die übelsten Bedingungen für die Häftlinge geherrscht hatten. Weitere Deutsche, die in der Umgebung von Theresienstadt, in Orten des Bezirkes Litoměřice, festgenommen worden waren, folgten in den nächsten Tagen, darunter auch Zivilpersonen wie z. B. ein 12-jähriger Junge.
Der Strom der Eingelieferten vergrößerte sich seit dem 15. Mai. An diesem Tag erreichte ein erster Gefangenentransport – zumeist Frauen – aus Prag Theresienstadt. Davon blieb ein Teil in der Garnisonsstadt, wo die betroffenen Personen als Arbeitskräfte bei Reinigungsaktionen eingesetzt wurden, der andere Teil kam in die Kleine Festung. Mit den folgenden Transporten aus Prag kamen zumeist Häftlinge aus dem Gefängnis Pankrác.
Die Zahl der inhaftierten Deutschen in dieser ersten Phase zeigt die folgende
Tabelle:
|        | Zugänge | Abgänge | Geflüchtete | Verstorbene | Freigelassene |
| ------ | ------- | ------- | ----------- | ----------- | ------------- |
| Männer | 939     | 3       | 1           | 111         | 8             |
| Frauen | 640     | 0       | 0           | 3           | 2             |
| Gesamt | 1579    | 3       | 1           | 114         | 10            |

In der ersten Phase des Lagers betrug die Zahl der Freigelassenen gerade mal 3 Personen. Die „Abgänge“ aus dem Lager rührten von den Todesfällen her. Die Sterblichkeit unter den männlichen Gefangenen betrug in dieser Zeit 24 %. Todesursachen waren neben ungenügender Ernährung und Hunger, schlechten hygienischen Bedingungen und mangelhafter medizinischer Betreuung auch Gewaltakte von Seiten des Aufsichtspersonals.

### „Internierungslager der Kleinen Festung Theresienstadt“

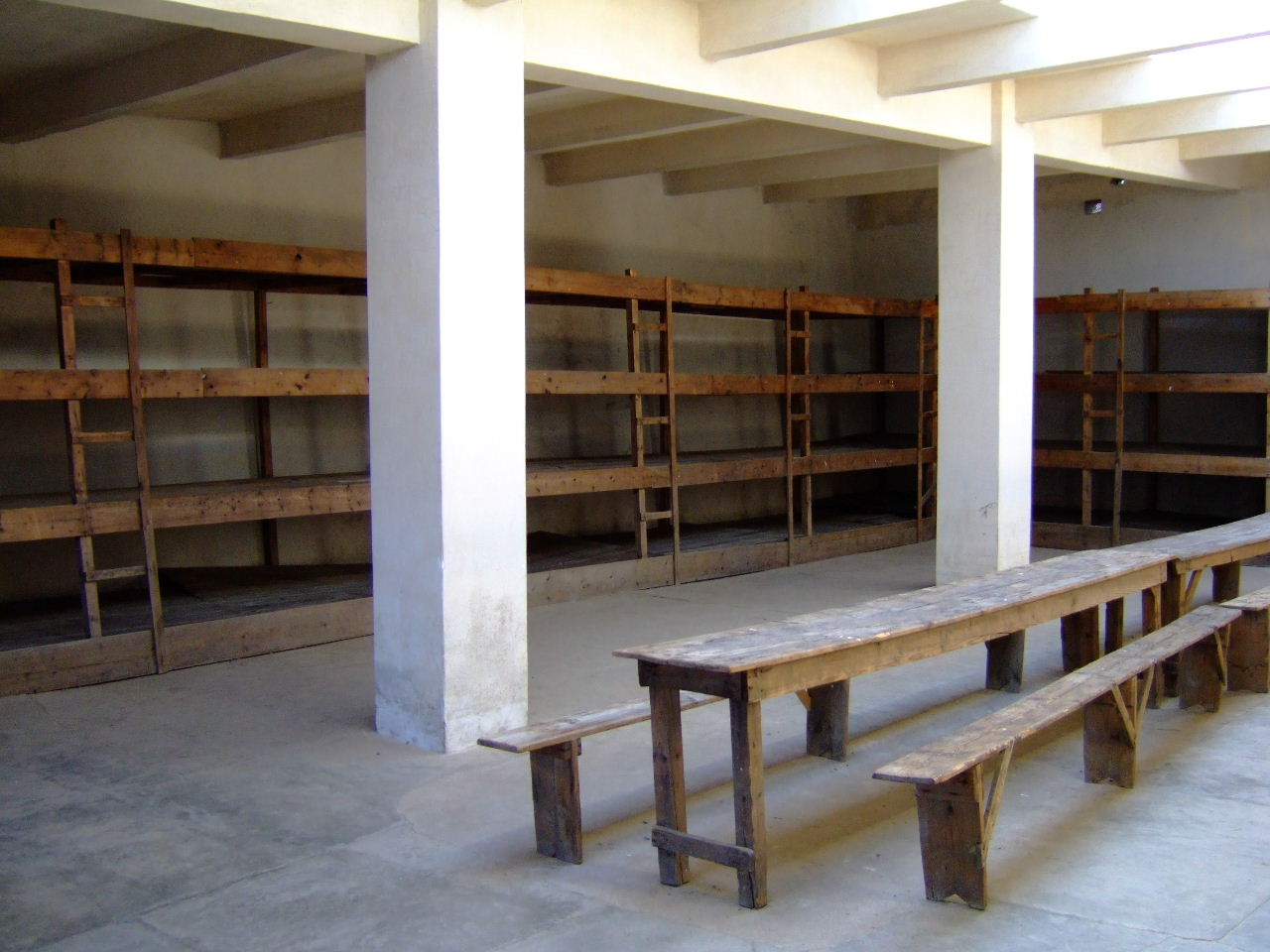
Gemeinschaftszelle in Hof IV

Nach der formellen Übertragung der Verwaltung an das Innenministerium übernahm am 2. Juli 1945 Otakar Kalal die Leitung des Lagers, das nun den offiziellen Namen „Internierungslager der Kleinen Festung Theresienstadt“ trug. In dieser Phase wuchs die Zahl der Internierten beständig und in diese Phase fand der größte Transport nach Theresienstadt statt. Er erfolgte am 10. August 1945. Aus dem Prager Lager Stadion wurden 629 Frauen und 519 Männer zur Entseuchung erst in die Garnisonsstadt transportiert und von dort in die Kleine Festung überführt. Bis Ende 1945 wurden die Internierungen danach praktisch eingestellt und erst Anfang 1946 wieder aufgenommen.
„Prominentester“ Häftling war seit dem 26. Januar 1946 Heinrich Jöckel, der ehemalige SS-Kommandant der Kleinen Festung. Ein paar Tage später folgten ihm auch seine Frau und seine älteste Tochter. Jöckel blieb hier bis zum Beginn seines Prozesses vor dem Gericht in Litoměřice, in dem er zum Tode verurteilt und anschließend hingerichtet wurde.
Die Zahl der entlassenen Gefangenen in dieser Phase war gering. Die Versorgung der Gefangenen mit Essen und  Trinken war nicht adäquat. Zahlreiche Hungertote waren zu beklagen, darunter der Komponist Theodor Veidl. Wenn es zu Entlassungen kam, dann zumeist in solchen Fällen, in denen die Personen anderen Strafanstalten oder Gerichten in der Tschechoslowakei übergeben wurden. Zu den Entlassenen gehörten eine Reihe von Kindern unter 14 Jahren. So verließen 36 von ihnen am 13. Dezember 1945 Theresienstadt in Richtung eines Kinderheimes im tschechoslowakischen Stirin.
Tabelle der „Internierungsbestandsänderung“ bis zum 30. April 1946:
|        | Zugänge | Abgänge | Geflüchtete | Verstorbene | Freigelassene |
| ------ | ------- | ------- | ----------- | ----------- | ------------- |
| Männer | 850     | 245     | 103         | 245         | 113           |
| Frauen | 823     | 77      | 76          | 166         | 122           |
| Gesamt | 1673    | 322     | 179         | 411         | 235           |

## Abschiebungen
Vom Mai 1946 an wurden bis auf wenige Ausnahmen keine Internierungen in Theresienstadt mehr vorgenommen. Die Ausnahmen bilden zehn Frauen, die bei der Gestapo in Ostrava gearbeitet hatten, und elf SS-Angehörige, die aus dem Gefängnis der Stadt Stará Boleslav überführt wurden. Ebenfalls in der Kleinen Festung wurden in dieser Phase der ehemalige stellvertretende Kommandant des Gestapo-Gefängnisses in der Kleinen Festung, Wilhelm Schmidt, untergebracht und mehrere tschechische Mitarbeiter der deutschen Polizei aus Prag.
Für diese Zeit bestimmend waren die Abschiebungen. Ein erster Abschiebungstransport erfolgte am 11. Mai 1946 in das „Sammelzentrum“ Modrany. An diesem Tag verließen mit diesem Transport 173 Personen Theresienstadt. Dieses Sammelzentrum war in den folgenden Tagen und Wochen Ziel weiterer Transporte. Andere Entlassungen erfolgten in Richtung von Gerichten, wo die betreffenden Personen Prozesse erwarteten.
Tabelle der „Internierungsbestandsänderung“ bis zum 31. August 1946:
|        | Zugänge | Abgänge | Geflüchtete | Verstorbene | Freigelassene |
| ------ | ------- | ------- | ----------- | ----------- | ------------- |
| Männer | 40      | 662     | 6           | 13          | 55            |
| Frauen | 48      | 999     | 1           | 7           | 48            |
| Gesamt | 88      | 1661    | 7           | 20          | 103           |

## Auflösung des Lagers

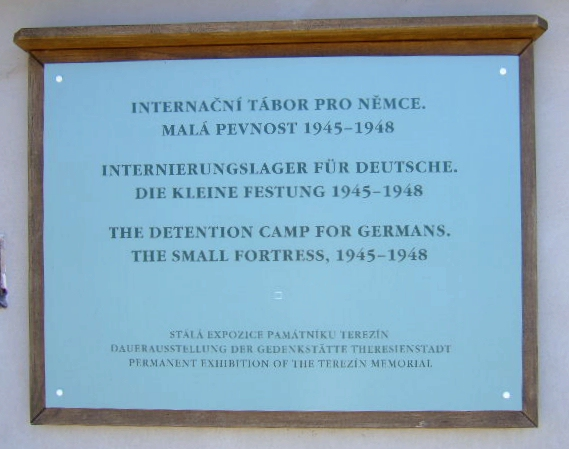
Inschrift im Hof IV. mit Hinweis auf das „Internierungslager der Kleinen Festung Theresienstadt“ (2006)

Nach den umfangreichen Abschiebungen in den Sommermonaten des Jahres 1946 betrug die Zahl der Internierten im September 1946 noch 241 Personen. Die Reduzierung der Zahl der Inhaftierten hatte eine Verbesserung der hygienischen Verhältnisse zur Folge. Neuzugänge waren vorwiegend ehemalige SS-Angehörige, doch es befanden sich auch solche Personen unter den neu Internierten, die nach Prozessen abgeschoben werden sollten, so dass die Kleine Festung die Rolle eines Sammelzentrums für Abschiebungen nach Deutschland, in eine der damaligen Besatzungszonen, übernahm.
Im Februar 1948 wurde das Lager offiziell aufgelöst. Am 29. Februar 1948 wurden die letzten beiden Häftlinge in die Pflege der Arbeitsschutzbehörde bei dem Kreisnationalausschuss in Litomerice gegeben.
Tabelle der „Internierungsbestandsänderung“ bis zum 29. Februar 1948 (S. 24):
|        | Zugänge | Abgänge | Geflüchtete | Verstorbene | Unbekannt | Freigelassene |
| ------ | ------- | ------- | ----------- | ----------- | --------- | ------------- |
| Männer | 221     | 445     | 4           | 1           | 1         | 19            |
| Frauen | 31      | 62      | 1           | 0           | 0         | 6             |
| Gesamt | 252     | 507     | 5           | 1           | 1         | 25            |

## Ausstellung
Eine Ausstellung in einem Zellentrakt des Hofes IV erinnert heute an die Nutzung der Kleinen Festung als Internierungslager für Deutsche von 1945 bis 1948.